# Arise!
Arise! è un album della band inglese Amebix, pubblicato nel 1985 come LP. Nel 1995 è uscito in formato CD e nel 2000 è stato rimasterizzato e ripubblicato come CD e LP. Questa versione prende il nome di Arise! +2 poiché include in un unico disco anche due bonus track: Right to Ride e Beyond the Sun, inizialmente in un singolo 7" a parte.

## Tracce
1. The Moor - 3:05
2. Axeman - 3:31
3. Fear of God - 3:09
4. Largactyl - 3:45
5. Drink and Be Merry - 6:03
6. Spoils of Victory - 4:15
7. Arise - 5:19
8. Slave - 3:51
9. The Darkest Hour - 4:51

### Tracce Bonus
1. Right to Ride - 6:00
2. Beyond the Sun - 6:06

## Formazione
- Stigmus Maximus - chitarra e voci secondarie
- George the Dragon - sintetizzatore
- Sam Sattler ("Spider") - batteria
- Rob Miller ("The Baron Von Aphid") - basso e voce principale
- Voci secondarie addizionali: Gabba Cox e Mr. Sooty

Produzione
- Jason Rosenberg - design, concept
- George Horn - remastering
- Amebix - produttori

Registrato agli AM Studios di Bristol